# Prindle (Bootsklasse)

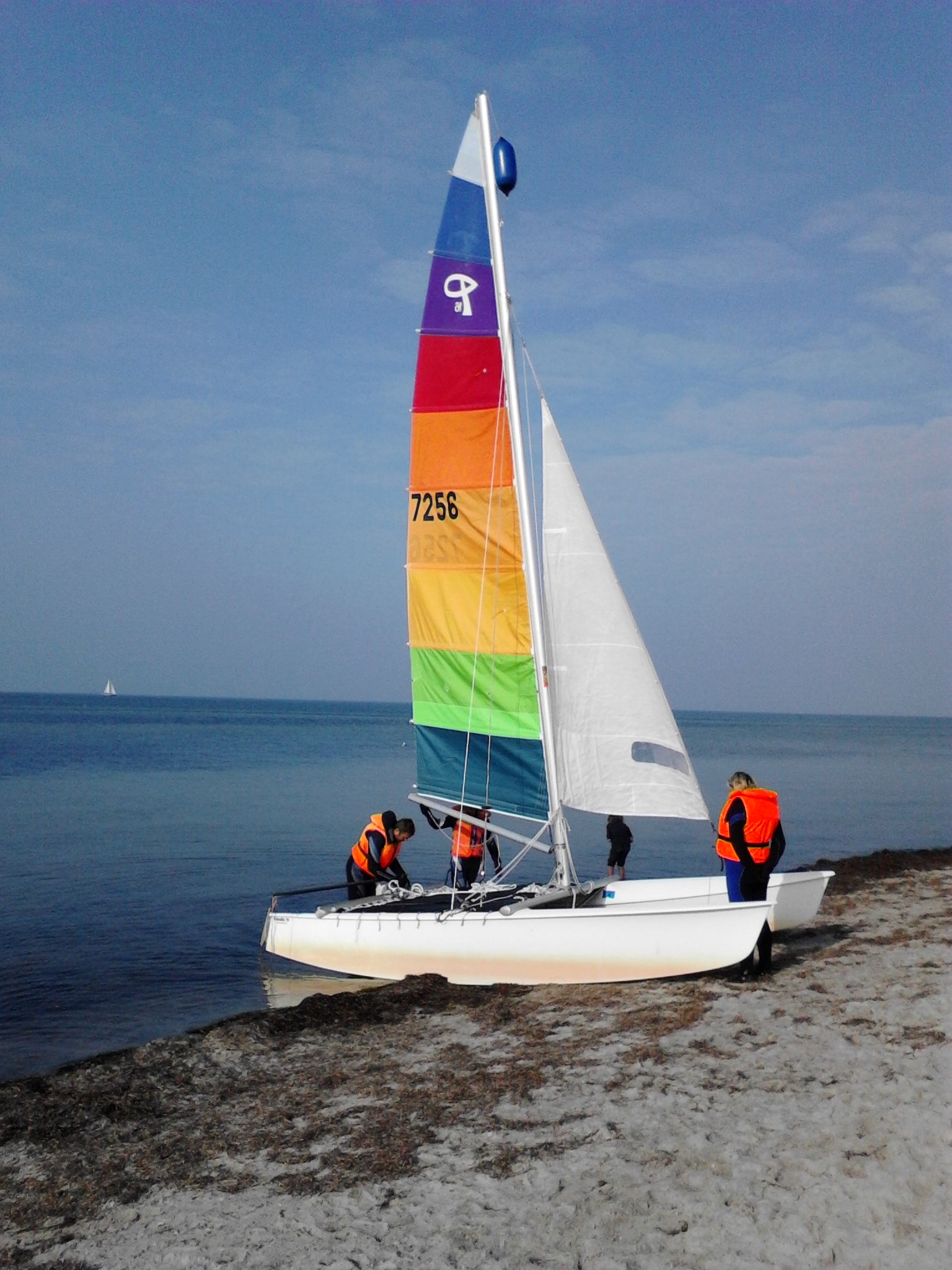
Prindle 16

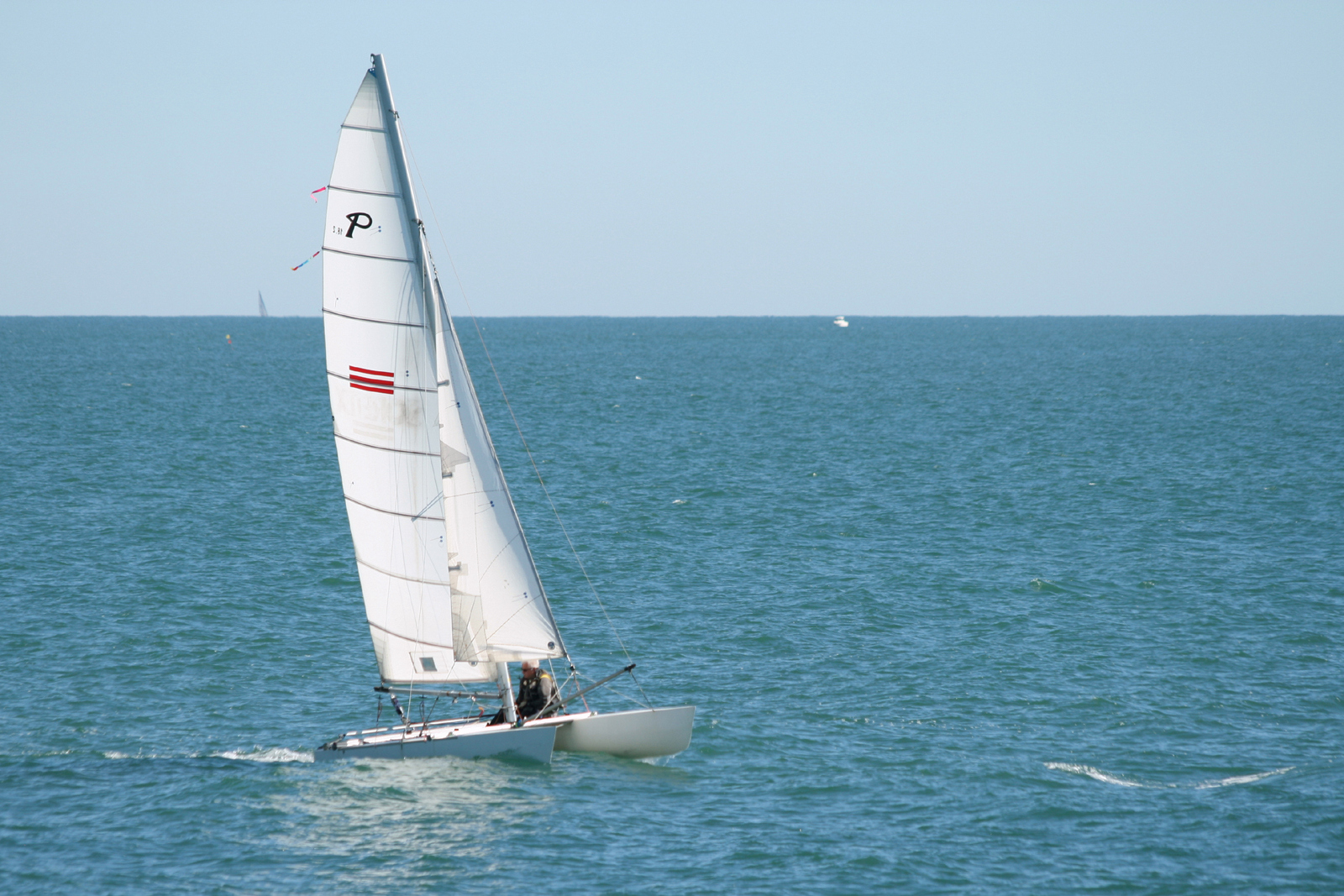
Prindle 18.2

Prindle-Katamarane sind kleine und leichte Segelkatamarane, die sowohl für Regatten als auch für die Freizeitschifffahrt verwendet werden.
Entworfen wurde der erste Prindle-Katamaran von Geoff Prindle. Hersteller war die US-amerikanische Werft Performance Sailkraft.

## Geschichte
1971 stellte der Amerikaner Geoff Prindle den Sportkatamaran Prindle 16 vor. Danach folgte der Prindle 15 und weitere Modelle. Der Prindle-Katamaran wurde konstruiert, um bei gleicher Bootslänge einen wesentlich höheren Auftrieb zu gewährleisten und damit dem sogenannten Unterschneiden (der Lee-Bug des Katamarans wird vorne unter Wasser gedrückt) wirkungsvoll entgegenzuwirken.

## Modelle
Die Produktpalette reichte von Katamaranen mit einer Länge von 15 bis 19 Fuß:
| Typ            | Länge üA | Länge WL | Breite üA | Gewicht | Takelungsart | Segelfläche am Wind | Yardstick-Zahl |
| -------------- | -------- | -------- | --------- | ------- | ------------ | ------------------- | -------------- |
| Prindle 15     | 4,57 m   | 4,39 m   | 2,44 m    | 118 kg  | Kat          | 13,19 m²            | 92             |
| Prindle 165    | 4,88 m   | 4,57 m   | 2,41 m    | 136 kg  | Slup         | 17,56 m²            | 86             |
| Prindle 18     | 5,49 m   | 5,18 m   | 2,41 m    | 152 kg  | Slup         | 20,25 m²            | 82             |
| Prindle 18.2   | 5,49 m   | 5,24 m   | 2,59 m    | 170 kg  | Slup         | 21,65 m²            | 79             |
| Prindle 19     | 5,86 m   | 5,64 m   | 2,59 m    | 175 kg  | Slup         | 22,95 m²            | 77             |
| Prindle Escape | 5,49 m   | 5,18 m   | 2,44 m    | 152 kg  | Slup         | 19,51 m²            |                |